# Pracuúba
Pracuúba là một đô thị thuộc bang Amapá, Brasil. Đô thị này có diện tích 4957 km², dân số năm 2007 là 2553 người, mật độ 0,52 người/km².